# Bernardo de Clamousse
Bernardo de Clamousse (em francês: Bernard de Clamousse; Daumazan-sur-Arize, Languedoc, c. 1689 – São Nicolau, Porto, 24 de março de 1760) foi um empresário franco-português e cônsul do Reino da França na cidade do Porto durante a primeira metade do século XVIII.

## Infância e juventude
Bernardo de Clamousse (em francês: Bernard de Clamousse ou Bernard de Clamoux) nasceu por volta de 1689, na localidade de Daumazan-sur-Arize, na altura parte da região de Toulouse (atual departamento da Occitânia), filho de Boaventura Clamousse (em francês: Bonaventure de Clamousse), cônsul de Daumazan entre 1696 e 1698, e conselheiro político do mesmo lugar até ao fim de sua vida (morto depois de 1725) e de Françoise Daupias, natural do mesmo lugar.

## Casamento e descendência
A 9 de setembro de 1716, na paróquia de São Nicolau no Porto, desposa Genoveva Hartsoecker (c. 1689 – 23 de dezembro de 1752), nobre de ascendência holandesa. Teve sete filhos, dos quais Joana Teresa Clamousse, avó materna de François Marie Casimir de Négrier, general da Primeira República Francesa e do Primeiro Império Francês, e Ana Isabel Clamouse, futura esposa de Jácome Ratton, empresário que fundou a primeira indústria com máquina a vapor em Portugal. Francisco Clamousse, militar presente na corte de Versalhes, Bernardo Clamousse, cavaleiro professo na Ordem de Cristo, entre outras figuras ilustres do século XVIII. Seu bisneto, Bernardo de Clamousse Browne, foi um importante industrial e cônsul nos Estados Unidos da América.

## Carreira enquanto cônsul
Durante sua vida, além de sua carreira diplomática, Bernardo esteve bastante envolvido em vários negócios e empresas. O mesmo cargo, o de cônsul, na altura representava-se como o de um agente diplomático de modo a proteger os interesses do estado que representavam, o seu comércio (e navegação), assim como as pessoas, bens e súbditos do estado (neste caso, o Reino da França).
No exercício de suas funções diplomáticas, no início do século XVIII, Bernardo desloca-se a Portugal, onde será cônsul do Reino da França na cidade do Porto.
Bernardo Clamousse assumiu, portanto,  o consulado portuense em 1720. O seu nome foi sugerido para ocupar as funções consulares no Porto, devido à sua posição de destaque com os seus conterrâneos. No final da sua carreira o seu trabalho foi reconhecido pelo seu monarca, que o promoveu a cônsul honorário de França no Porto.
Terá chegado à cidade com o intuito primordial de enriquecer, tendo o mesmo sido conseguido. Durante a sua atividade na cidade do Porto, dedicou-se ao comércio de grosso trato com mercadorias vindas de França, principalmente produtos de luxo, como peças de seda, galões de ouro ou prata, fazendas ricas, entre outras. No período de 1733 a 1743, a sua companhia (situada, tal como a sua habitação e armazéns, na Rua Nova) consignou detinha, no total, cinquenta e uma embarcações.